# Burg Sbarasch
Die Burg Sbarasch (ukrainisch Замок у Збаражі/Samok u Sbaraschi, ukrainisch Збаразький замок/Sbarasz'kyj samok) oder Schloss Sbarasch ist eine Burg in der Stadt Sbarasch im Rajon Ternopil im Westen der Ukraine. Die auf Befehl des Krakauer Kastellans Fürstem Georg Zbaraski erbaute Burg wurde 1672, 1675 von den Türken belagert.

## Geschichte
Im Jahr 1620 wurde mit dem Bau des Schlosses zuerst von Christopher Sbarasch begonnen und ab 1627 von seinem jüngeren Bruder Juri Sbarasch fortgesetzt.
Nach dem Tod des letzten Sbarasch-Fürsten, Juri Sbarasch, ging die Burg an Fürst Janusz Wyschnewetzki und nach dessen Tod (1636) an seinen Sohn Dmytro Wyschnewetzki. Zwischen 1631 und 1649 wurde der Burg durch die beiden Wyschnewetzki-Fürsten Bastionscharakter verliehen, indem sie Kasematten und zwei T-Flügel anbauten. Während dieser Zeit war die Burg zahlreichen Angriffen und Belagerungen ausgesetzt.
1707 wurde die Burg laut historischen Quellen vom ukrainischen Statthalter Iwan Mazepa und dem russischen Zar Peter dem Großen auf dem Weg nach Schowkwa besucht.
In den folgenden zwei Jahrhunderten wurde die Burg von den Potocki-Magnaten und dem belgischen Prinz de Linge in einen regulären Feudalbesitz umgewandelt.
Im 20. Jahrhundert wurden erste Versuche unternommen die Burg Sbarasch zu restaurieren, indem die Regierung den damaligen Besitzer der Burg, Emil Jawiec, dazu verpflichtete mit den Restaurierungsarbeiten zu beginnen, welche er allerdings nie begann.

## Ausstattung
Die Burg war mit den neusten Errungenschaften ihrer Zeit ausgestattet. Sie bestand aus einem Palast, Kasematten, die sich einmal rund um die Burg erstreckten, vier Bastionen und einem mit Wasser gefüllten Burggraben. An den Ecken der Festungsmauern standen fünfeckige Wachtürme. Die Burg war über eine Zugbrücke und ein sich in einem zweistöckigen Turm befindendendes Tor erreichbar.
Der im Stil der Spätrenaissance erbaute, zweistöckige Palast wurde durch einen von Steinsäulen gestützten Balkon geschmückt. Später wurden zwei Flügel an den Palast angebaut, wodurch er eine T-Form erhielt.
Die Burg verfügte ebenso über ein Burgverlies, von dem ein unterirdischer Gang zum Bernhardinerkloster führte.